# Amtsgericht Dömitz

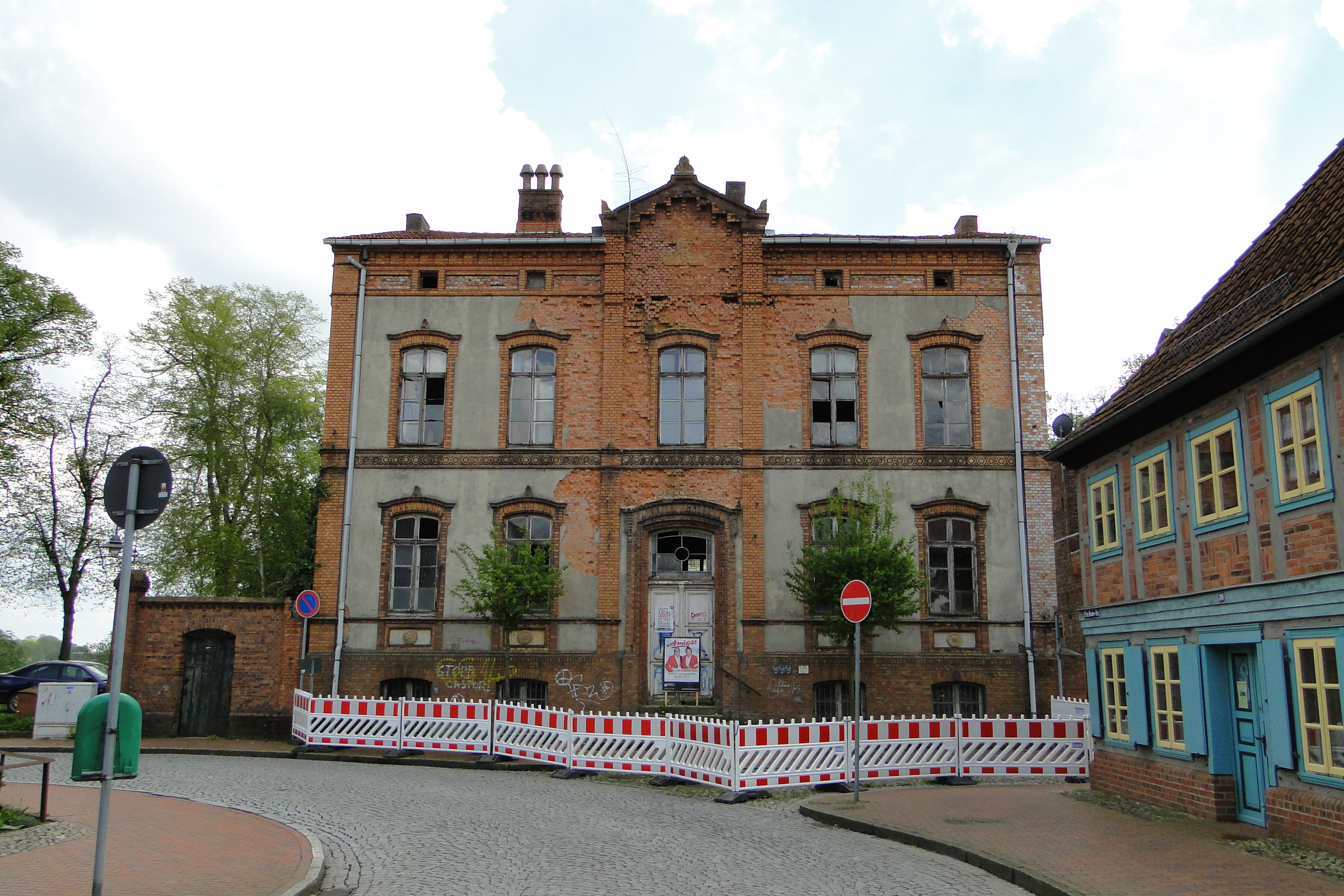
Ehemaliges Amtsgerichtsgebäude (2014)

Das Amtsgericht Dömitz war ein Gericht der ordentlichen Gerichtsbarkeit in Mecklenburg-Schwerin im Bezirk des Landgerichts Schwerin mit Sitz in Dömitz.

## Geschichte

### Mecklenburg-Schwerin
In Dömitz befanden sich vor 1879 ein Großherzogliches Amtsgericht, ein Großherzogliches Stadtgericht, das Elbzollgericht und Patrimonialgerichte als Eingangsgerichte.
Im Rahmen der Reichsjustizgesetze wurden die bestehenden Gerichte des Großherzogtums Mecklenburg-Schwerin aufgelöst und Amts-, Landes- und Oberlandesgerichte gebildet. Das Amtsgericht Dömitz war dem Landgericht Schwerin und dem Oberlandesgericht Rostock nachgeordnet. Am Gericht bestand 1880 eine Richterstelle, und es war für 10.817 Gerichtseingesessene zuständig. Das Amtsgericht war damit ein kleines Amtsgericht im Landgerichtsbezirk. Es war zugleich Elbzollgericht.
Sein Gerichtsbezirk umfasste die Stadt Dömitz mit Amtshaus, Rothehaus und Steuermannskaten, aus dem Dominialamt Dömitz Bockup mit Probst-Moos, Conow und Sülze, Göhren, Grebs mit Menkendorf, Grittel, Heiddorf mit Findenwirunshier, Heidhof (Hof und Dorf), Jabel mit Neu-Jabel und Quast, Kaliß, Neu Kaliß, Kaltenhof, Karenz (Hof und Dorf), Laupin, Liepe mit Neu Göhren, Malliß Hof, Ziegelei und Braunkohlewerk, Niendorf, Polz, Raddenfort, Schlesin, Groß Schmölen, Klein Schmölen, Verklas, Vielank, Wendisch Wehningen mit Bdoda, Sandwerder und Elbfähre, Hohen Woos (Dorf und Ziegelei), Tews-Woos mit Woosmerhof, Woosmer (Dorf) mit Windmühle und Schlonsberge und die Festung Dömitz.

### DDR
In der DDR wurden die Amtsgerichte 1952 aufgelöst und einheitlich Kreisgerichte gebildet. Dömitz kam zum Kreis Ludwigslust, und es entstand so das Kreisgericht Ludwigslust, welches dem Bezirksgericht Schwerin nachgeordnet war. Dömitz war kein Gerichtsstandort mehr. Nach dem Zusammenbruch der DDR wurden die Kreisgerichte durch das Gerichtsstrukturgesetz wieder aufgehoben und erneut Amtsgerichte gebildet. In Dömitz entstand jedoch kein Amtsgericht.

## Gerichtsgebäude
Das Amtsgerichtsgebäude (Wallstraße 17) wurde nach dem Zusammenbruch der DDR unter Denkmalschutz gestellt. Aufgrund der schlechten Bausubstanz wurde der Denkmalschutz aufgehoben und das Gebäude im August 2014 abgerissen.